# Troglodytes troglodytes
Lo scricciolo comune, detto anche reattino (Troglodytes troglodytes (Linnaeus, 1758)), è un uccello passeriforme della famiglia Troglodytidae, comune in Nord America, Europa, Nordafrica e Asia.

## Descrizione
È un uccello molto piccolo, di forma tonda, lungo appena 10 cm.
Il piumaggio sul dorso, sulle ali e sulla coda è di colore castano; le ali e i fianchi sono anche barrati. L'addome è più chiaro, con piccoli tratti neri. Ha un lungo sopracciglio chiaro.
La coda, corta e appuntita, è sempre tenuta ben sollevata. Il becco è piuttosto lungo e sottile.
Le zampe sono lunghe e robuste.
Si muove in maniera molto agile, dinamica e scattante.
La sua voce è molto acuta e compone svariate melodie nella stagione degli amori

## Biologia

### Canto
Ha un canto squillante ed armonioso che consiste in un trillo acuto e potente, molto prolungato.

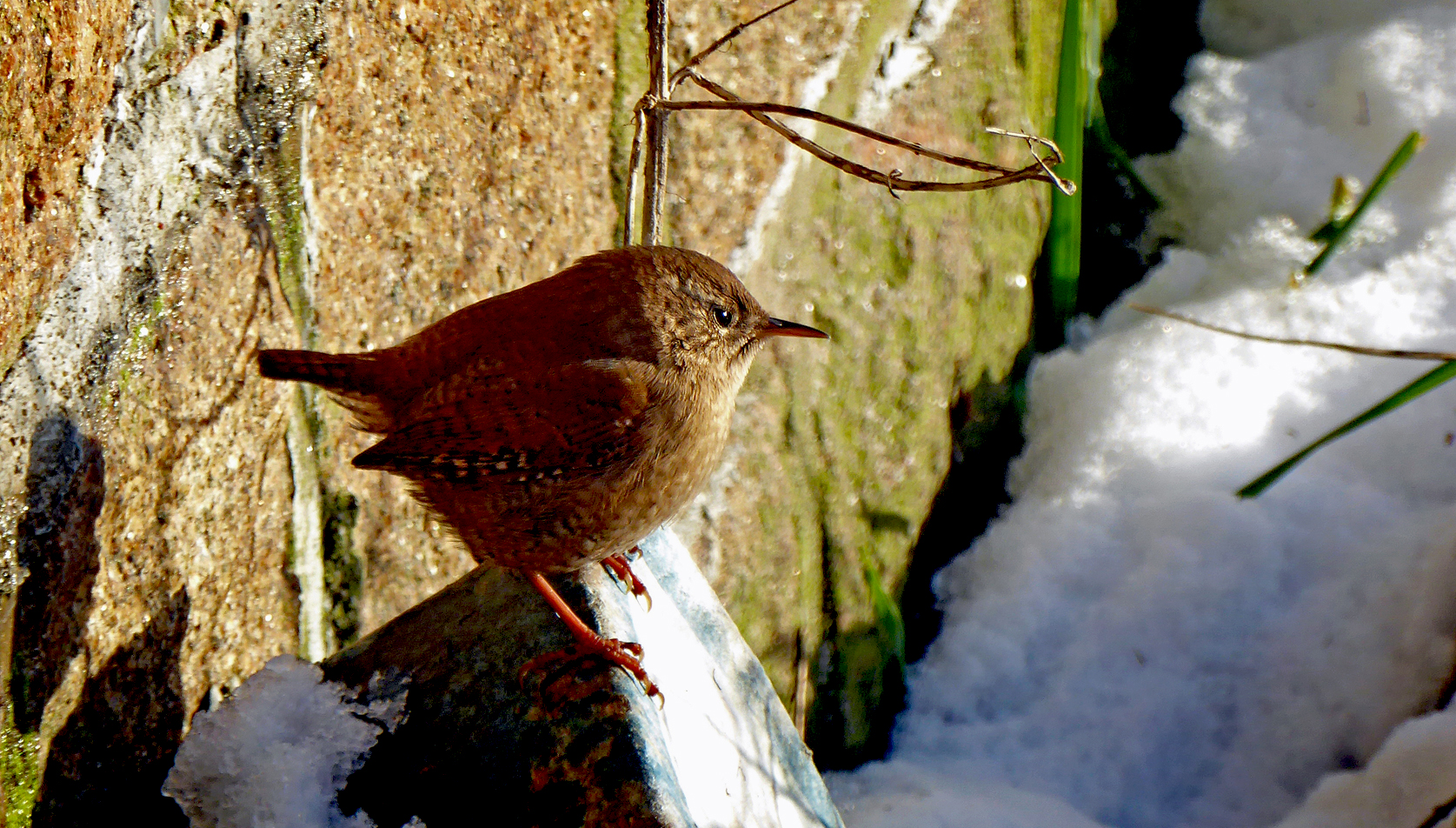
Scricciolo comune.

### Alimentazione
È un insettivoro e quindi la sua dieta consiste in piccoli invertebrati, insetti ecc. nonostante non disprezzi anche qualche bacca nella stagione invernale.

### Riproduzione

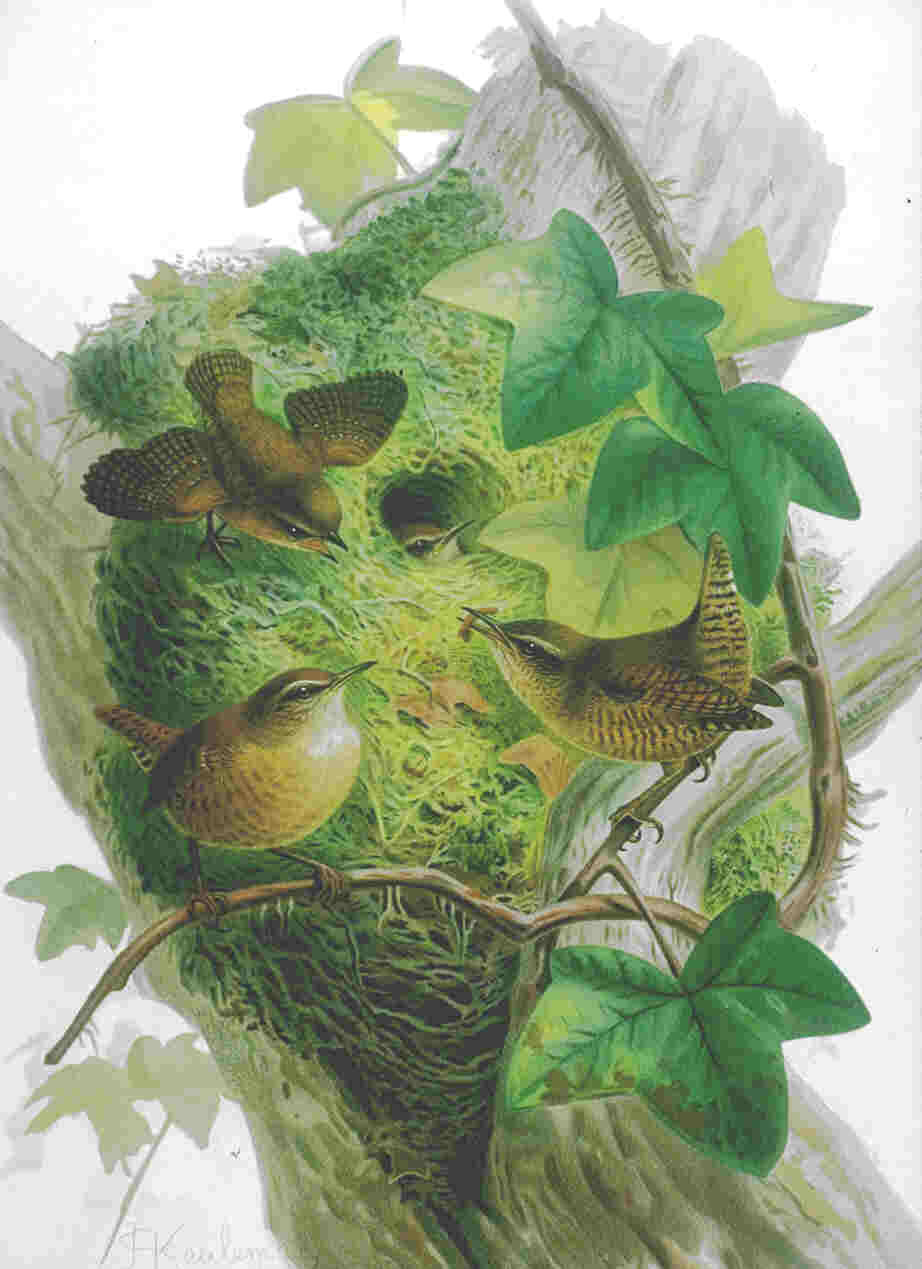
Nido di Scricciolo

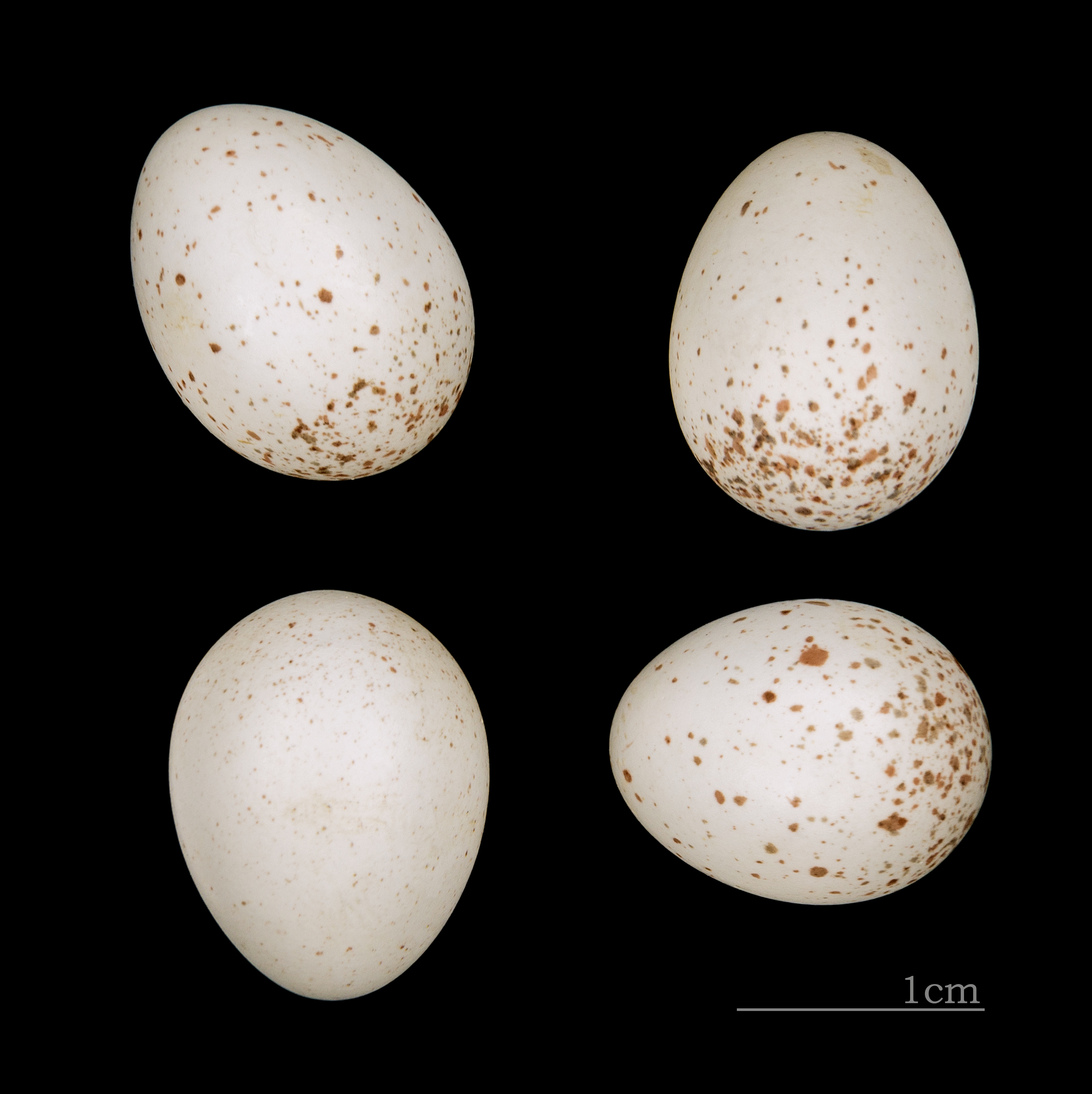
Troglodytes troglodytes

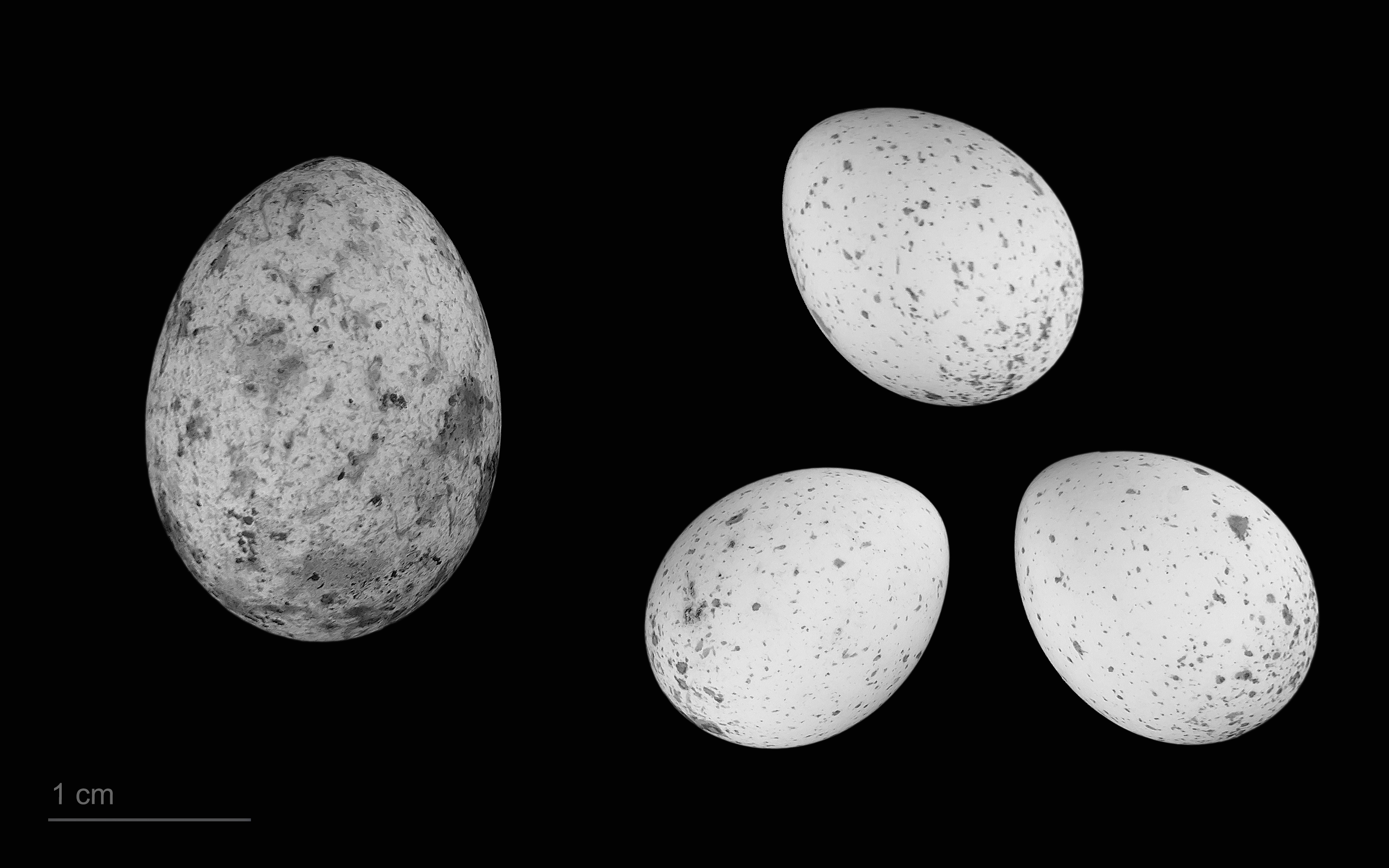
Cuculus canorus canorus + Troglodytes troglodytes

La stagione degli amori inizia a fine aprile e lo scricciolo nidifica in prevalenza nei cespugli, nelle cavità arboree o nel terreno.
Il nido è sferico con una piccola apertura superiore, composto prevalentemente di muschio, steli e ramoscelli.
La femmina depone 5-10 uova di colore giallo-bianco che vengono covate per circa 15 giorni.
I pulcini rimangono nel nido per parecchio tempo, anche dopo la completa autosufficienza. Difatti per questa specie il nido è utilizzato molto spesso anche come dormitorio.

## Distribuzione e habitat
È diffuso in Nord America, Europa, Nord Africa e Asia.
Lo scricciolo è un uccello stanziale e vive prevalentemente in località umide e abbondanti di cespugli. Predilige infatti muoversi sul terreno, ispezionando tutto ciò che lo incuriosisce.
Si può incontrare in pianura e vicino ai centri abitati in inverno, mentre in estate predilige le zone montane.

## Tassonomia
Sono note le seguenti sottospecie:
1. Troglodytes troglodytes borealis Fischer, 1861 - Isole Fær Øer[4]
2. Troglodytes troglodytes cypriotes (Bate, 1903)
3. Troglodytes troglodytes dauricus Dybowski & Taczanowski, 1884
4. Troglodytes troglodytes fridariensis Williamson, 1951
5. Troglodytes troglodytes fumigatus Temminck, 1835
6. Troglodytes troglodytes hebridensis Meinertzhagen, 1924
7. Troglodytes troglodytes hirtensis Seebohm, 1884
8. Troglodytes troglodytes hyrcanus Zarudny & Loudon, 1905
9. Troglodytes troglodytes idius (Richmond, 1907)
10. Troglodytes troglodytes indigenus Clancey, 1937 - Scozia[4]
11. Troglodytes troglodytes islandicus Hartert, 1907 - Islanda[4]
12. Troglodytes troglodytes juniperi Hartert, 1922
13. Troglodytes troglodytes kabylorum Hartert, 1910
14. Troglodytes troglodytes koenigi Schiebel, 1910
15. Troglodytes troglodytes kurilensis Stejneger, 1889
16. Troglodytes troglodytes magrathi (Whitehead, 1907)
17. Troglodytes troglodytes mosukei Momiyama, 1923
18. Troglodytes troglodytes neglectus Brooks, 1872
19. Troglodytes troglodytes nipalensis Blyth, 1845
20. Troglodytes troglodytes ogawae Hartert, 1910
21. Troglodytes troglodytes pallescens (Ridgway, 1883)
22. Troglodytes troglodytes subpallidus Zarudny & Loudon, 1905
23. Troglodytes troglodytes szetschuanus Hartert, 1910
24. Troglodytes troglodytes taivanus Hartert, 1910
25. Troglodytes troglodytes talifuensis (Sharpe, 1902)
26. Troglodytes troglodytes tianschanicus Sharpe, 1882
27. Troglodytes troglodytes troglodytes (Linnaeus, 1758) - Norvegia, Svezia, Danimarca[4]
28. Troglodytes troglodytes zagrossiensis Zarudny & Loudon, 1908
29. Troglodytes troglodytes zetlandicus Hartert, 1910

## Riferimenti nella cultura dell'uomo

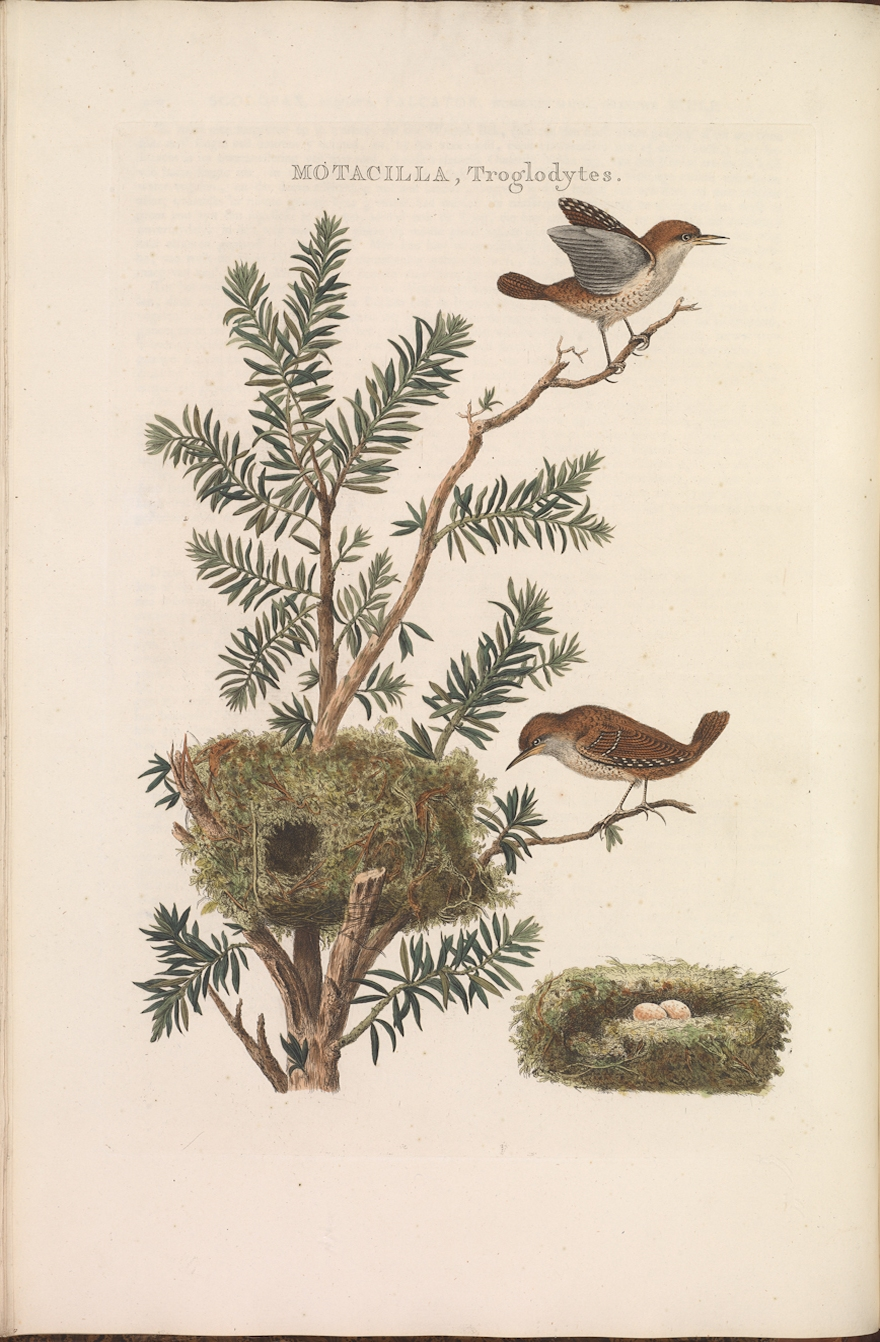
Scricciolo comune in Nederlandsche Vogelen 1789

- Nel folklore europeo, lo scricciolo è considerato essere il “re degli uccelli”.
La favola, presumibilmente celtica, vuole che molto tempo fa gli uccelli stessero facendo una gara per vedere chi sapeva volare più in alto. Il vincitore sarebbe stato il re degli uccelli. Lo scricciolo partì per primo, ma ben presto si stancò e l'aquila lo raggiunse. Lo scricciolo, molto furbescamente, si appoggiò sul dorso dell'aquila e si fece trasportare ancora più in alto. A quel punto scattò verso il cielo e vinse.[senza fonte]
- Un'altra leggenda molto antica e diffusa prevalentemente in Irlanda, è legata al giorno di Santo Stefano (Wren's day in inglese) e racconta che lo scricciolo (in inglese wren) con il suo forte canto rivelò ai soldati romani il rifugio di S. Stefano, che fu catturato e martirizzato. Un tempo l'uccellino veniva sacrificato e appeso ad un ramo di agrifoglio.
Oggigiorno al ramo di agrifoglio viene appesa solo un'immagine dell'animale e i ragazzini (detti Wren boys) visitano le abitazioni richiedendo delle offerte.[senza fonte]
- Ne Il libro della giungla di Rudyard Kipling, "Limmershin, lo Scricciolo d'Inverno", è il narratore della storia La foca bianca[5].
- Date le dimensioni del volatile l'espressione "è uno scricciolo" è usata per indicare una persona molto piccola.